# Arroyo Sepulturas
El arroyo Sepulturas es un curso de agua uruguayo que recorre el departamento de Artigas. Nace en la cuchilla de Belén, cerca del límite con el departamento de Salto al este del Cerro Vichaderos y desemboca en el río Cuareim, el cual marca el límite entre Uruguay y Brasil. Pertenece a la Cuenca del Plata.